# Viejo sabio

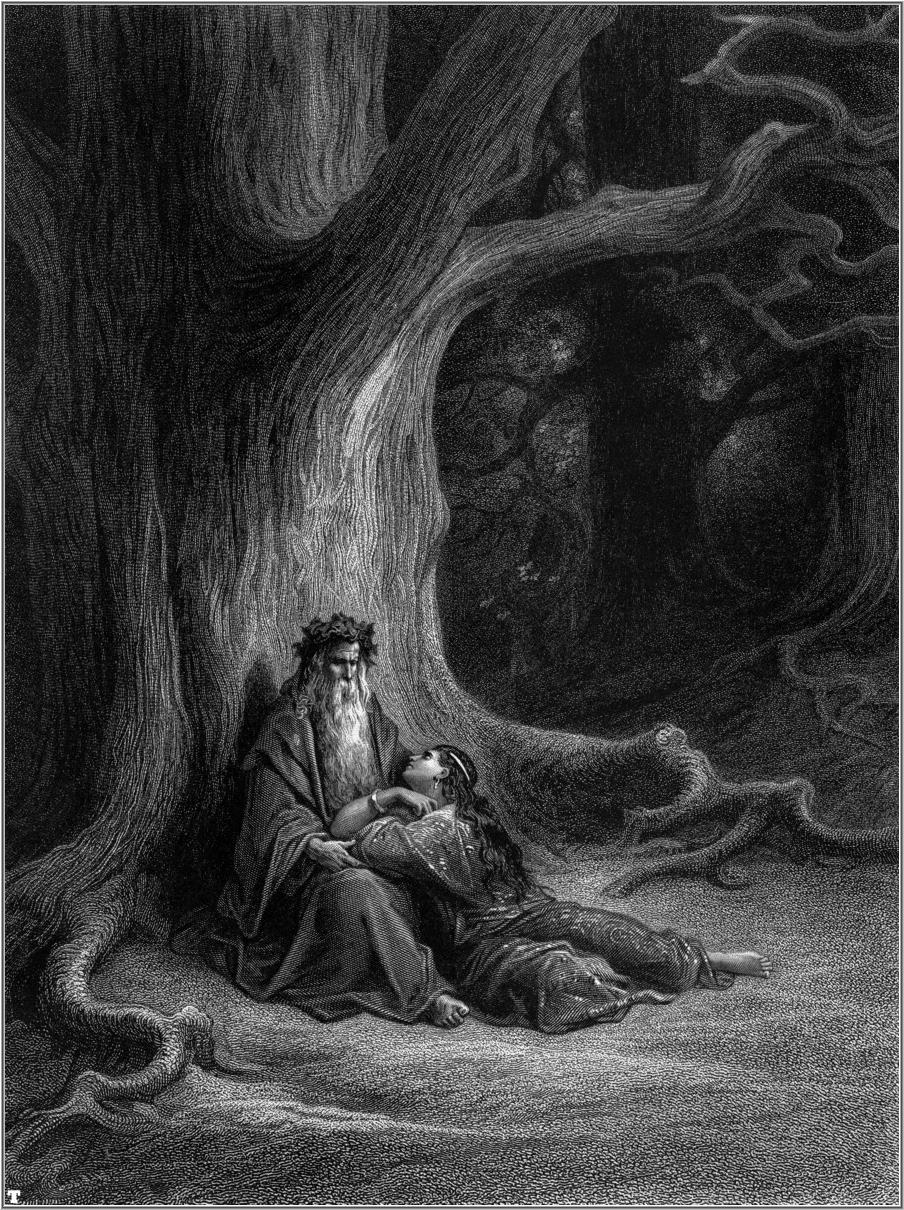
Ilustración de la obra de Lord Alfred Tennyson Idylls of the King, de Gustave Doré, 1868.

El Viejo sabio, Anciano sabio o Senex, que en latín significa hombre viejo, es un arquetipo de lo inconsciente colectivo descrito por Carl Gustav Jung. También es denominado el Arquetipo del anciano o Arquetipo del sentido. Es a su vez un clásico de la figura literaria, y puede considerarse como un personaje tipo.

## Definición
En la psicología analítica de Carl Gustav Jung ejemplos del arquetipo Senex en su forma positiva son el Viejo sabio o la figura del Mago.

El mago es sinónimo del viejo sabio, que se remonta en línea directa a la figura del hechicero de la sociedad primitiva. Es, como el Ánima, un demon inmortal, que ilumina con la luz del sentido las caóticas oscuridades de la vida pura y simple. Es el iluminador, el preceptor y maestro, un psicopompo (conductor de almas), a cuya personificación no pudo escapar ni siquiera el «destructor de las tablas», Nietzsche, puesto que declaró portador y proclamador de su propia iluminación y éxtasis «dionisíacos» a su encarnación en Zaratustra, ese espíritu superior de una era casi homérica.
Carl Gustav Jung. Obra completa. Volumen 9/I. Los arquetipos y lo inconsciente colectivo.

Pero como todo arquetipo incluye su polaridad, este puede aparecer en su forma negativa como un padre devorador, ejemplificado en la mitología griega a través de Urano, o Crono, o también puede aparecer como la típica figura de un viejo estúpido.

Al hacer la experiencia de ese arquetipo, el hombre moderno vive la más antigua forma del pensar como una actividad autónoma, cuyo objeto es uno mismo. Otras formulaciones de la misma experiencia son Hermes Trismegisto o el Thoth de la literatura hermética, Orfeo, el Poimandres y, emparentado con éste, el Pastor de Hermas. Si no se tuviese ya un juicio previo sobre el nombre de «Lucifer», esa sería la denominación adecuada para este arquetipo. Por eso me he limitado a llamarle arquetipo del viejo sabio o del sentido. Como todos los arquetipos, éste también tiene un aspecto positivo y uno negativo.
Carl Gustav Jung. Obra completa. Volumen 9/I. Los arquetipos y lo inconsciente colectivo.

El arquetipo antitético, u opuesto enantiodrómico, del Senex es el Puer aeternus, con las implicaciones psicopatológicas que ello conlleva respecto de la Pederastia o Paidofilia.

## Carácter
Este tipo de carácter es por lo general representado como un sabio, como aquella figura del padre anciano que utiliza su conocimiento personal de la gente y del mundo para ayudarse a contar historias y ofrecer orientación, que de una manera mística, puede impresionar a su audiencia al mostrar quienes son y en qué se convertirán, actuando de este modo como un mentor. Puede aparecer de forma ocasional como la figura del profesor de mente distraída, perdiendo el control de su entorno a causa de lo absorto de sus pensamientos.
El anciano sabio es visto a menudo de alguna manera como un extranjero, es decir, de una cultura, nación, u ocasionalmente incluso, de un tiempo diferente, cuya función es la de asesoramiento. En casos extremos, puede ser representado en un estado liminal, como Merlín, que era mitad humano.
En el romance medieval caballeresco y en la fantasía moderna aparece frecuentemente como mago. En las mismas obras, puede figurar también como un ermitaño, el cual a menudo explicaba a los caballeros— en particular aquellos que buscaban el Santo Grial— la importancia de sus encuentros.
Jung apodó este personaje como "Senex". Es la expresión en latín para el viejo anciano en general. Además del Senex mencionado se pueden distinguir dos diferenciaciones adicionales del mismo arquetipo:
1. el senex iratus, un anciano que irracionalmente se opone al amor de los caracteres más jóvenes,
2. y el senex amans, un anciano tontamente enamorado de una mujer demasiado joven para él.

El Senex más vinculado con el Anciano Sabio, a diferencia de estas dos distinciones, ha logrado saltear estas dificultades; ha recorrido la vida, envejecido gentilmente y ha logrado así su individuación completa. Su sabiduría no solo se ha incrementado en conocimiento y juicio, sino que ha comprendido que la juventud está predestinada de manera natural al papel del héroe, y que tal papel cambia con el tiempo a una de mentor, tal como a él le ha pasado.
Merlín cayó de su función de senex a la de senex amans cuando se enamoró de Nimue. Este lapso del juicio es lo que le llevó a ser encantado y encarcelado.

El «anciano sabio» aparece en sueños como mago, médico, sacerdote, maestro, profesor, abuelo o como cualquier persona dotada de autoridad. El arquetipo del espíritu en figura de hombre, de gnomo o de animal se presenta en situaciones en que haría falta visión de las cosas, comprensión, buen consejo, decisión, previsión, etc., pero no se puede conseguir por propios medios. El arquetipo compensa ese estado de carencia espiritual con contenidos que rellenan el espacio vacío.
Carl Gustav Jung. Obra completa. Volumen 9/I. Los arquetipos y lo inconsciente colectivo.